# Gastrimargus crassicollis
Gastrimargus crassicollis är en insektsart som först beskrevs av Henri Saussure 1888.  Gastrimargus crassicollis ingår i släktet Gastrimargus och familjen gräshoppor. Inga underarter finns listade i Catalogue of Life.